# Kígyós-patak (Heves)
Kígyós-patak är ett vattendrag i Ungern. Det ligger i provinsen Heves, i den centrala delen av landet, 90 km öster om huvudstaden Budapest.